# Drejdel

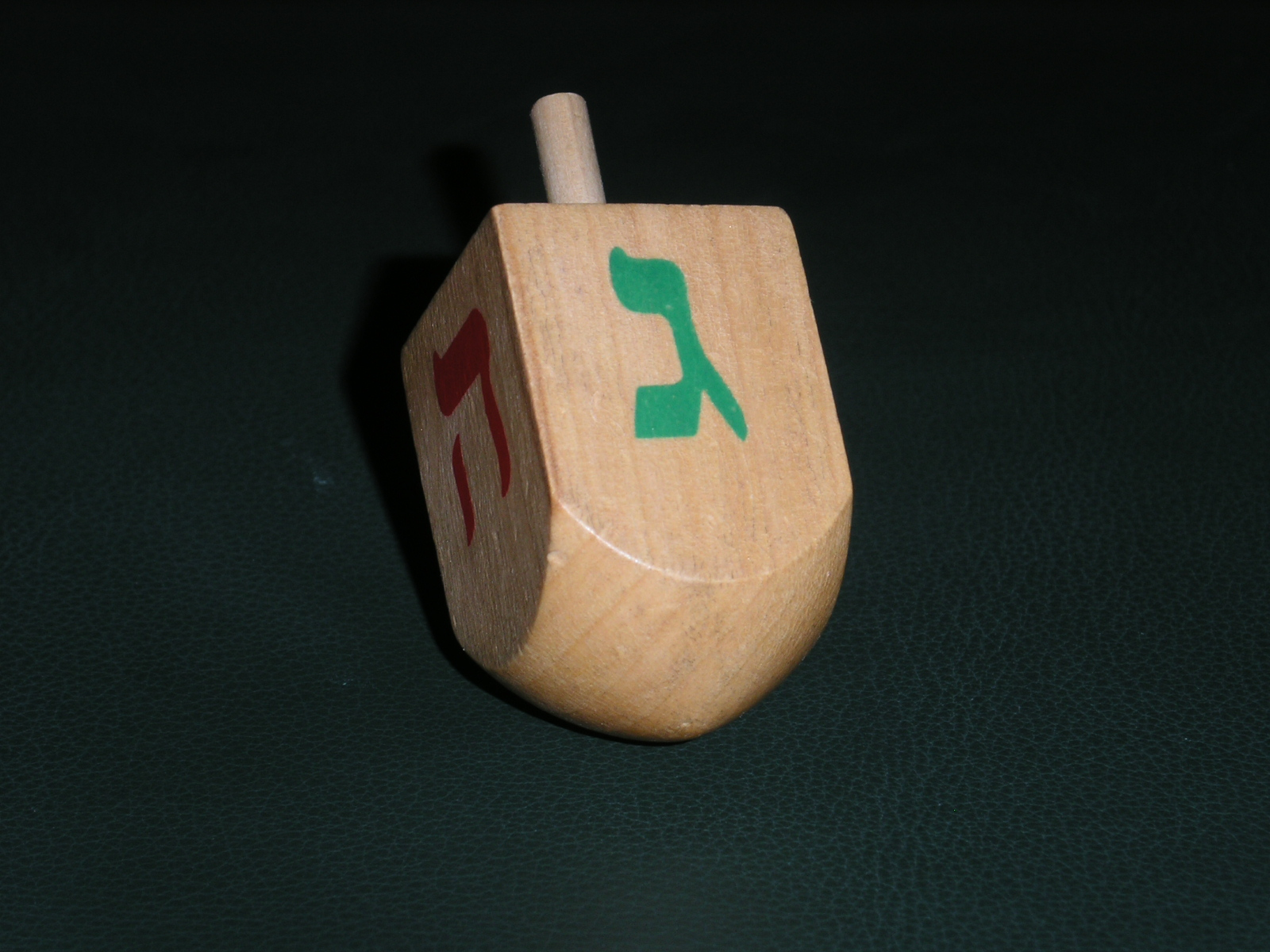
Drejdl

Drejdel, dridyl (jid. ‏דריידל‎ drejdl; hebr. ‏סביבון‎ sewiwon) – czworoboczny bączek z pojedynczą literą hebrajską po każdej stronie, który służy do uprawiania tradycyjnej żydowskiej gry hazardowej podczas święta Chanuka.
Przed powstaniem państwa Izrael w 1948 r. na wszystkich drejdlach znajdowały się litery nun (נ), gimel (ג), he (ה) i szin (ש), które są pierwszymi literami słów w zdaniu: Nes gadol haja szam („Stał się tam wielki cud”). Współcześnie w Izraelu na drejdlu znajdują się litery nun (נ), gimel (ג), he (ה) i pe (פ), które są pierwszymi literami słów w zdaniu: Nes gadol haja po („Stał się tu wielki cud”).
Zasady gryKażdy z graczy przystępuje do gry z określoną liczbą żetonów, którymi są cukierki, czekoladki itp. Wszyscy gracze dają do „banku” jeden żeton. Następnie kolejno kręci się bączkiem i zabiera się z banku lub wpłaca do niego swoje żetony w zależności od tego, która litera ukaże się po zatrzymaniu bączka. Istnieje kilka sposobów gry, ale najczęściej:
- nun oznacza, że każdy dokłada do „banku” (w innej wersji: nikt nie wygrywa; od jid. niszt, czyli „nic”[1]);
- gimel – obracający bączkiem bierze wszystko (od jid. ganc – „wszystko”[1]) ;
- he – bierze się połowę (od jid. halb – „połowa”[1]);
- szin lub pe – obracający dodaje do „banku” jeden żeton (od jid. szteln – „połóż”[1]).